# Élections régionales de 2012 en Rhénanie-du-Nord-Westphalie
Les élections régionales de 2012 en Rhénanie-du-Nord-Westphalie (Landtagswahl in Nordrhein-Westfalen 2012) ont eu lieu le dimanche 13 mai 2012, afin d'élire les cent quatre-vingt-un députés de la seizième législature du Landtag de Rhénanie-du-Nord-Westphalie, pour un mandat de cinq ans.
Le scrutin est marqué par la reconduction de l'alliance SPD-Verts au pouvoir, l'effondrement de la CDU, la percée des Pirates et la résistance du FDP. En outre, en application de la loi électorale, cinquante-six députés supplémentaires sont élus, portant leur nombre total à deux-cent trente-sept.

## Contexte: un gouvernement minoritaire
À la suite des élections du 9 mai 2010, l'Union chrétienne-démocrate d'Allemagne (CDU), au pouvoir depuis cinq ans et dirigée par le ministre-président sortant, Jürgen Rüttgers, était arrivée à égalité avec le Parti social-démocrate d'Allemagne (SPD), de l'ancienne ministre de la Recherche, Hannelore Kraft, les deux formations obtenant 67 députés.
L'Alliance 90 / Les Verts ayant remporté 23 députés au Landtag, une éventuelle coalition rouge-verte disposerait de 90 députés sur 181, tandis que le Parti libéral-démocrate (FDP), partenaire de la CDU dans le cabinet Rüttgers, avec 13 députés, ne permet pas au ministre-président d'espérer la reconduction de sa coalition noire-jaune.
Pour s'assurer une majorité absolue au Parlement régional, Kraft avance l'hypothèse d'une coalition en feu tricolore, rassemblant le SPD, Les Verts et le FDP, mais les libéraux s'y opposent. Ensuite, elle cherche, sans succès, à obtenir le soutien de Die Linke, et tente même de négocier la formation d'une grande coalition avec la CDU.
Au début du mois de juin, le FDP, par la voix de son président fédéral, Guido Westerwelle, soutenu par le comité directeur régional, affirme vouloir reprendre les négociations pour constituer un gouvernement à trois. Kraft accepte la proposition et reprend alors ses entretiens exploratoires avec les libéraux et les écologistes.
Les négociations à trois échouent dix jours plus tard, Hannelore Kraft faisant connaître sa volonté de constituer un gouvernement minoritaire, une solution accueillie favorablement par Die Linke, selon le modèle de Magdebourg.
Le 14 juillet, deux mois après la tenue des élections, Kraft est investie ministre-présidente de Rhénanie-du-Nord-Westphalie par 90 voix contre 80 au Landtag, devenant la première femme à diriger le Land le plus peuplé d'Allemagne, et prend la tête d'une alliance avec Les Verts.
Toutefois, moins de deux ans après son investiture, en mars 2012, elle est contrainte de convoquer des élections anticipées, à la suite du rejet par l'ensemble des partis d'opposition de son projet de loi de finances au Parlement régional, un an après l'annulation de son premier budget par le Tribunal constitutionnel du Land.

## Mode de scrutin

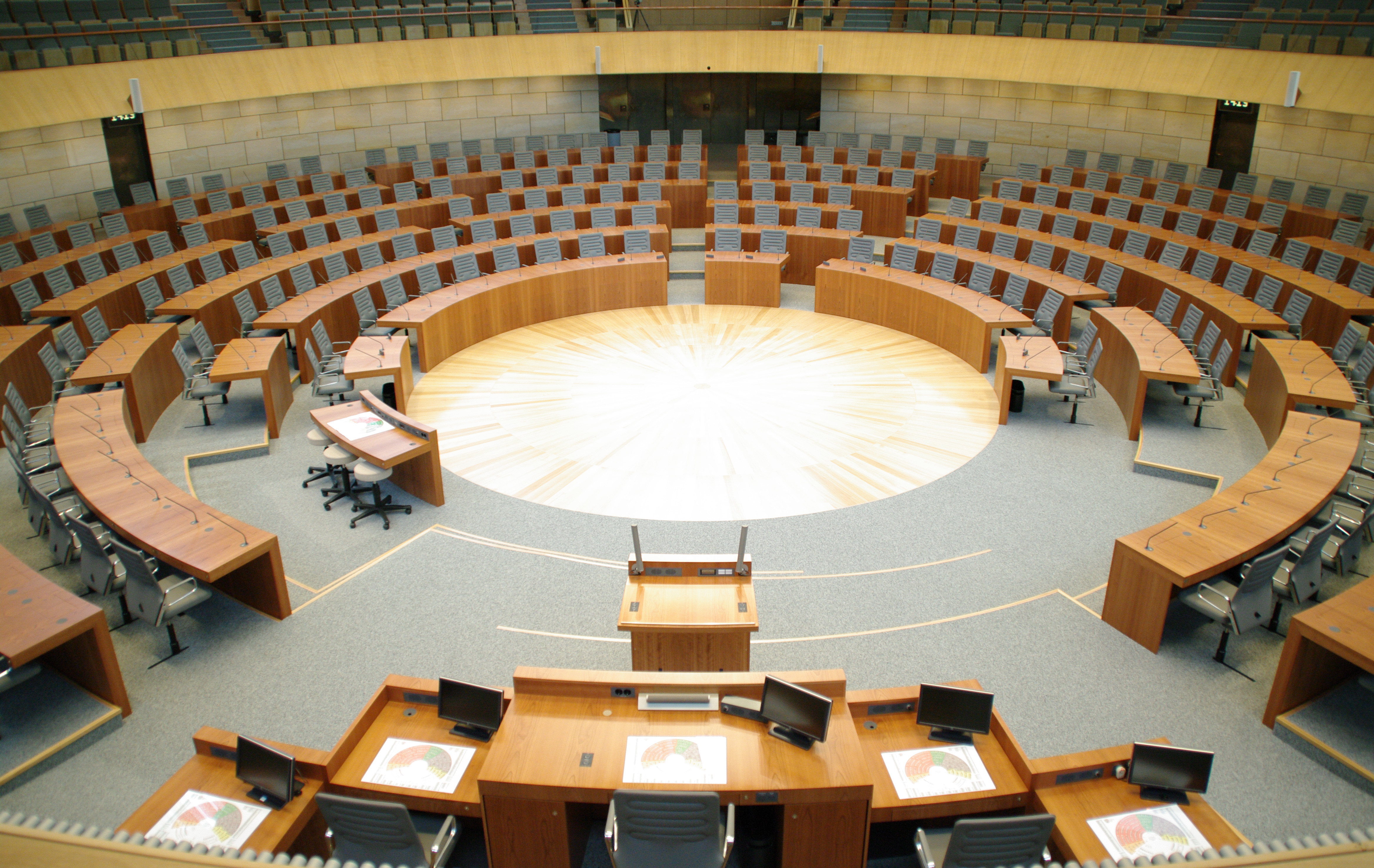
Intérieur de la salle plénière du Landtag de Rhénanie du Nord-Westphalie

Le Landtag de Rhénanie-du-Nord-Westphalie se compose de cent quatre-vingt-un députés, élus pour cinq ans au suffrage universel direct au scrutin mixte à finalité proportionnelle.
À l'occasion des élections, le territoire du Land est divisé en cent vingt-huit circonscriptions électorales, représentées chacune par un député, tandis que chaque parti présente, au niveau régional, une liste de cent quatre-vingt-un candidats. Lors du scrutin, chaque électeur dispose de deux voix, l'une pour un candidat dans sa circonscription et l'autre pour la liste régionale.
À l'issue du vote, les deuxièmes voix sont décomptées et l'ensemble des sièges du Landtag répartis au scrutin proportionnel suivant la méthode de Sainte-Laguë. Les partis ayant remporté des sièges dans les circonscriptions remplissent d'abord leur quota avec ceux-ci et comblent la différence avec les candidats présents sur leurs listes.
Il peut parfois arriver qu'un parti remporte plus de sièges de circonscription que la proportionnelle ne lui en accorde. Dans ce cas, il conserve ces « mandats supplémentaires », mais le nombre total de sièges à pourvoir est augmenté, entraînant une nouvelle répartition par l'attribution de « mandats complémentaires », afin de maintenir le caractère proportionnel de la répartition des sièges.

## Campagne

### Principaux partis
| Parti | Parti                                                                              | Chef de file                                          | Score en 2010              |
| ----- | ---------------------------------------------------------------------------------- | ----------------------------------------------------- | -------------------------- |
|       | Union chrétienne-démocrate d'Allemagne Christlich Demokratische Union Deutschlands | Norbert Röttgen (Ministre fédéral de l'Environnement) | 34,6 % des voix 67 députés |
|       | Parti social-démocrate d'Allemagne Sozialdemokratische Partei Deutschlands         | Hannelore Kraft (Ministre-présidente)                 | 34,5 % des voix 67 députés |
|       | Alliance 90 / Les Verts Bündnis 90/Die Grünen                                      | Sylvia Löhrmann (Ministre de l'Éducation)             | 12,1 % des voix 23 députés |
|       | Parti libéral-démocrate Freie Demokratische Partei                                 | Christian Lindner                                     | 6,7 % des voix 13 députés  |
|       | Die Linke                                                                          | Katharina Schwabedissen                               | 5,6 % des voix 11 députés  |
|       | Parti pirate d'Allemagne Piratenpartei Deutschland                                 | Joachim Paul                                          | 1,6 % des voix 0 député    |

### Sondages
| Institut            | Date       | CDU    | SPD    | Verts  | FDP   | Linke | Pirates |
| ------------------- | ---------- | ------ | ------ | ------ | ----- | ----- | ------- |
| Info GmbH           | 11.05.2012 | 33,0 % | 38,0 % | 11,0 % | 5,0 % | 4,0 % | 8,0 %   |
| YouGov              | 09.05.2012 | 30,0 % | 37,0 % | 12,0 % | 6,0 % | 3,5 % | 8,5 %   |
| YouGov              | 07.05.2012 | 31,0 % | 37,0 % | 11,0 % | 5,0 % | 4,0 % | 9,0 %   |
| Forsa               | 04.05.2012 | 31,0 % | 38,0 % | 11,0 % | 6,0 % | 3,0 % | 8,0 %   |
| YouGov              | 03.05.2012 | 31,0 % | 36,0 % | 11,0 % | 5,0 % | 4,0 % | 10,0 %  |
| Forsa               | 02.05.2012 | 32,0 % | 37,0 % | 10,0 % | 5,0 % | 3,0 % | 10,0 %  |
| Emnid               | 27.04.2012 | 32,0 % | 38,0 % | 10,0 % | 5,0 % | 4,0 % | 9,0 %   |
| Infratest           | 22.04.2012 | 31,0 % | 39,0 % | 11,0 % | 4,0 % | 3,0 % | 9,0 %   |
| FgW                 | 20.04.2012 | 34,0 % | 37,0 % | 11,0 % | 4,0 % | 3,0 % | 8,0 %   |
| YouGov              | 18.04.2012 | 32,0 % | 36,0 % | 13,0 % | 4,0 % | 4,0 % | 8,0 %   |
| Info GmbH           | 14.04.2012 | 29,0 % | 40,0 % | 10,0 % | 3,0 % | 3,0 % | 11,0 %  |
| Infratest           | 29.03.2012 | 32,0 % | 40,0 % | 12,0 % | 4,0 % | 3,0 % | 5,0 %   |
| Forsa               | 21.03.2012 | 33,0 % | 39,0 % | 11,0 % | 4,0 % | 4,0 % | 6,0 %   |
| FgW                 | 15.03.2012 | 34,0 % | 37,0 % | 13,0 % | 2,0 % | 4,0 % | 6,0 %   |
| Infratest           | 14.03.2012 | 34,0 % | 38,0 % | 14,0 % | 2,0 % | 4,0 % | 5,0 %   |
| YouGov              | 14.03.2012 | 33,0 % | 33,0 % | 17,0 % | 2,0 % | 3,0 % | 7,0 %   |
| Infratest           | 26.02.2012 | 35,0 % | 35,0 % | 17,0 % | 2,0 % | 3,0 % | 5,0 %   |
| Dernières élections | 09.05.2010 | 34,6 % | 34,5 % | 12,1 % | 6,7 % | 5,6 % | 1,6 %   |

## Résultats

### Scores

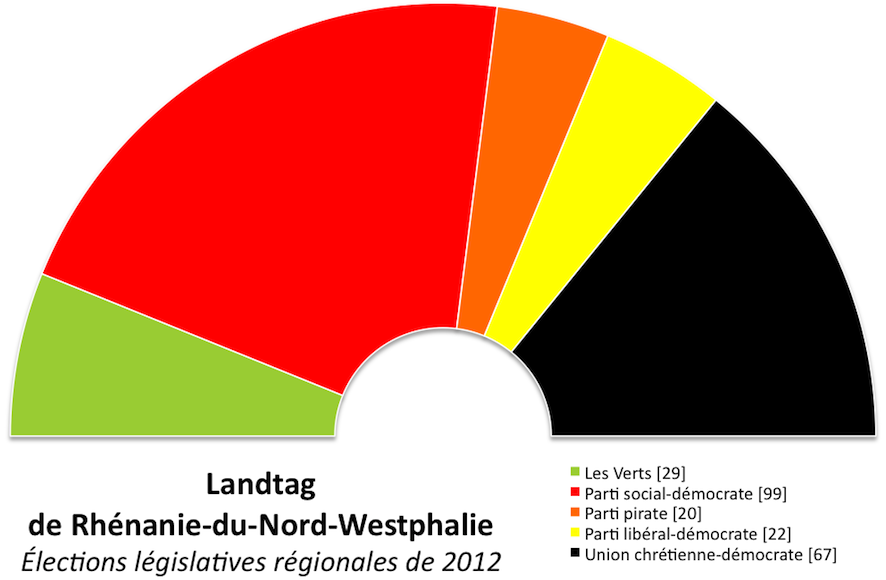
Composition politique du nouveau Landtag.

| Parti                          | Parti                                        | Suffrages | Suffrages | Suffrages | Sièges | Sièges        | Sièges  | Sièges        |
| Parti                          | Parti                                        | Voix      | %         | +/-       | MU1    | +/-           | Députés | +/-           |
| ------------------------------ | -------------------------------------------- | --------- | --------- | --------- | ------ | ------------- | ------- | ------------- |
|                                | Parti social-démocrate d'Allemagne (SPD)     | 3 050 160 | 39,1 %    | 4,7       | 99     | 38            | 99      | 32            |
|                                | Union chrétienne-démocrate d'Allemagne (CDU) | 2 050 633 | 26,3 %    | 8,3       | 29     | 38            | 67      | en stagnation |
|                                | Alliance 90 / Les Verts (Grünen)             | 884 136   | 11,3 %    | 0,8       | 0      | en stagnation | 29      | 6             |
|                                | Parti libéral-démocrate (FDP)                | 669 971   | 8,6 %     | 1,9       | 0      | en stagnation | 22      | 9             |
|                                | Parti pirate d'Allemagne (Piraten)           | 608 957   | 7,8 %     | 6,3       | 0      | en stagnation | 20      | 20            |
|                                | Die Linke                                    | 194 539   | 2,5 %     | 3,1       | 0      | en stagnation | 0       | 11            |
| TOTAL (participation : 59,6 %) | TOTAL (participation : 59,6 %)               |           | 95,6 %    | N/A       | 128    | en stagnation | 237     | 56            |

### Analyse
Le SPD retrouve sa position de premier parti du Land, ratant de peu la barre des 40 % des suffrages exprimés. Bien que les Grünen ne tirent pas un bénéfice particulier de leur participation au gouvernement, ils restent stables et conservent leur troisième place. En revanche, c'est un échec total pour la CDU qui, passant sous les 30 % des voix, obtient son plus mauvais résultat. Le résultat du vote majoritaire est sans appel, puisqu'elle ne détient plus que 22,5 % des circonscriptions, contre 52,3 % deux ans plus tôt. Cet effondrement n'entraîne pas le FDP, puisque les libéraux conservent leur représentation et se renforcent avec deux points gagnés. Si le parti Die Linke, qui appuyait le gouvernement d'Hannelore Kraft, est exclue du Landtag, où il n'était rentré qu'en 2010, les Pirates, pour le quatrième scrutin consécutif, parviennent à l'intégrer, dépassant franchement la barre des 5 %.

### Conséquences
Le 21 juin 2012, la social-démocrate Hannelore Kraft est réinvestie ministre-président du Land. Elle est soutenue par une coalition verte-rouge, formée avec les écologistes.